# Gare de Lesparre
La gare de Lesparre  est une gare ferroviaire française de la ligne de Ravezies à Pointe-de-Grave (dite aussi ligne du Médoc), située sur le territoire de la commune de Lesparre-Médoc, dans le département de la Gironde, en région Nouvelle-Aquitaine.
Elle est mise en service en 1873 par la Compagnie du chemin de fer du Médoc, avant de devenir une gare de la Compagnie des chemins de fer du Midi après le rachat de la ligne en 1912. C'est une gare de la Société nationale des chemins de fer français (SNCF) desservie par les trains du réseau TER Nouvelle-Aquitaine.

## Situation ferroviaire
Établie à 5 mètres d'altitude, la gare de Lesparre est située au point kilométrique (PK) 66,345 de la ligne de Ravezies à Pointe-de-Grave, entre les gares ouvertes de Pauillac et de Soulac-sur-Mer. Elle est séparée de Pauillac par les gares aujourd'hui fermées de Trompeloup, Saint-Estèphe, Vertheui et Saint-Germain-d'Esteuil et de Soulac-sur-Mer par celles également fermées de Gaillan, Queyrac - Montalivet, Vensac, Saint-Vivien et Talais - Grayan.
Ancienne gare de bifurcation, elle était également l'origine de la ligne de Lesparre à Saint-Symphorien (désaffectée).
Elle est équipée de deux quais : le quai « X » dispose d'une longueur utile de 300 mètres pour la voie « 1 » et le quai « Y » d'une longueur utile de 195 mètres pour la voie « 2 ».

## Histoire
La Compagnie du chemin de fer du Médoc met en service la gare de Lesparre le 6 septembre 1873 lors de l'ouverture de la section entre l'ancienne gare de Saint-Germain-d'Esteuil et Lesparre, de son chemin de fer de Bordeaux au Verdon.

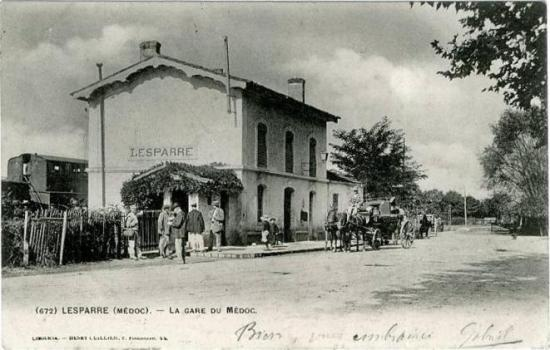
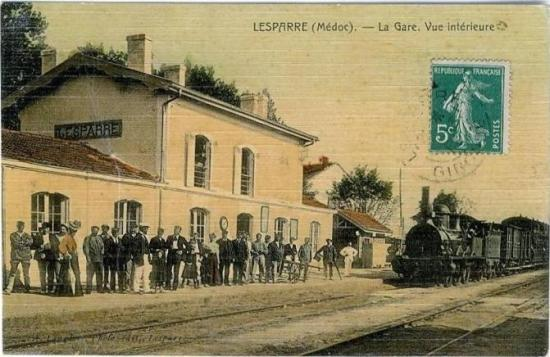
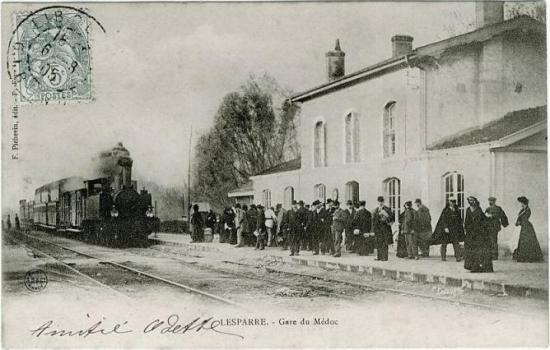

## Fréquentation
De 2015 à 2023, selon les estimations de la SNCF, la fréquentation annuelle de la gare s'élève aux nombres indiqués dans le tableau ci-dessous.
| Année     | 2015   | 2016   | 2017   | 2018   | 2019    | 2020   | 2021    | 2022    | 2023    |
| --------- | ------ | ------ | ------ | ------ | ------- | ------ | ------- | ------- | ------- |
| Voyageurs | 70 651 | 64 273 | 81 733 | 86 740 | 107 129 | 74 228 | 106 889 | 127 687 | 128 930 |

## Service des voyageurs

### Accueil
Gare SNCF, elle dispose d'un bâtiment voyageurs, avec guichet, ouvert tous les jours. Elle est équipée d'automates pour l'achat de titres de transport.

### Desserte
Lesparre est desservie par des trains TER Nouvelle-Aquitaine qui circulent entre Bordeaux-Saint-Jean et Lesparre. Au-delà de Lesparre, une partie des trains continue vers ou est en provenance du Verdon et même de La Pointe-de-Grave en juillet et août.

### Intermodalité
Un parc pour les vélos et un parking pour les véhicules y sont aménagés.